# Brachypelma vagans
La tarántula de cola roja, tarántula de  terciopelo o tarantula de abdomen rojo (Brachypelma vagans) es una especie de tarántula de la familia Theraphosidae. Se distribuye del centro de México al sur de la Península de Yucatán y Guatemala. Es una especie terrestre de color negro y con crecimiento de pelo rojizo en abdomen. Vive en madrigueras creadas por ellas mismas, gracias a su habilidad de cavar agujeros y usarlos como nidos, rasgo que comparten con sus primas americanas (Aphonopelma hentzi proveniente del sur de Estados Unidos), también pueden vivir escondidas entre la maleza tropical o en las raíces de los árboles. Considerada en la lista roja de la IUCN como en preocupación menor (LC).

## Alimentación
Estas tarántulas pueden comer cualquier cosa que se mueva y sobre todo que ellas puedan cazar, por lo general su dieta se basa en katididos, gríllidos, cucarachas, pequeños escarabajos, ranas, sapos, lagartijas, ratones de campo e incluso llegan a comer langostas gigantes cuando alcanzan su máximo tamaño (15 centímetros). Ellos no carecen de sed, ya que al devorar la mayoría de sus presas, están cubiertas de humedad, aunque también toman agua por medio de los charcos que se forman de las lluvias o en las lagunas.

## Distribución
Vive en el sur del país mexicano predominando en los estados de Veracruz, Oaxaca, Chiapas, Tabasco, Campeche,Jalisco en la parte este de Quintana Roo, sur de Yucatán, compartiendo con la parte este de Guatemala y el norte de Belice. También fue descubierta en St. Lucie County, Florida, por el entómologo Anton Aussserer, especialista en arañas austriaco.

## Comportamiento
Tiene un carácter dócil, tranquilo y lento, nada nervioso pero es una de las especies de tarántulas más veloces y escapistas, contando también la capacidad de poder dar saltos acelerados; al ver un depredador más grande que el, no dudan en escapar ya que prefieren evitar una pelea, otro de sus mecanismos de defensa más conocidos son sus pelos urticantes, que los usa contra el mapache y el coatí, unos de sus depredadores naturales.

## Hábitat y en cautiverio
La tarántula Brachypelma vagans, al vivir en lugares tropicales húmedos, se adaptan perfectamente a los climas calurosos como en los matorrales, donde también se han visto tarántulas de trasero rojo viviendo en ellos. Ellas se reproducen alrededor de verano (junio a octubre), al caer la máxima temporada de lluvias en México.
 Totalmente legal en México como mascota, pero también es una especie protegida y no amenazada, ya que existe una menor preocupación en su extinción, siendo también recomendada por muchos como primera tarántula de mascota, por su comportamiento relajado junto con la sencilla manipulación, se le recomienda al terrario: fibra de coco (para que pueda construir su madriguera, una piedra calefactora y humedad (que alcance los 23 grados Celcius) para que tenga un ambiente similar al de su hábitat natural. Las tarántula Brachypelma vagans tienen un periodo de vida de 15 años en las hembras, mientras los machos viven hasta los 12 años, la diferencia entre las hembras y los machos es que los machos son más delgados y las hembras más anchas y grandes.

## Conservación
La tarántula Brachypelma vagans es una especie protegida en México, sobre todo en Veracruz y existe una menor preocupación ya que su reproducción es moderada, sin llegar a las plagas, legal como mascota. Pero aun así es vigilada ya que es una especie traficada en otros países, que alrededor de 2005 a 2007 hubo una gran preocupación para conservar la especie, y en 2013 se impuso la ley de disminuir su venta durante algún tiempo.

## Depredadores naturales
Entre los vertebrados están: el mapache, el coatí, el cuervo, el camaleón y la Serpiente de coral y en el mundo de los artrópodos se encuentra la pepsini, que paraliza a la tarántula introduciendo sus larvas y enterrando a la tarántula en su propia madriguera, el escorpión común que logra atravesar la red de la tarántula para poder devorarla y el ciempiés gigante mexicano que con su veneno, es suficiente para matar a la tarántula de una sola mordida.

## Confusiones
Principalmente se pensaba que por su aspecto color negro era mortífero con veneno que podía matar, pero en realidad es falso, incluso es de los venenos más bajos. También se ha logrado confundir con la especie Brachypelma angustum, que son de un aspecto y colores similares.